# Joshua Ricketts Rowley
Sir Joshua Ricketts Rowley, 3. Baronet (* um 1790; † 18. März 1857) war ein britischer Vizeadmiral.
Joshua Ricketts Rowley war eines von elf Kindern, fünf Söhne und sechs Töchter, des Politikers William Rowley, 2. Baronet und dessen Frau Susanna Edith Harland, einer Tochter von Admiral Sir Robert Harland, 1. Baronet.
Wie schon viele Familienmitglieder vor ihm schlug auch Joshua Ricketts Rowley eine Karriere in der Royal Navy ein. Im April 1808 wurde er zum Lieutenant befördert. Am 8. August 1810 erfolgte seine Beförderung zum Commander. Im September 1812 dann zum Captain. Im April 1848 erfolgte seine Beförderung zum Konteradmiral der blauen Flagge, Ende 1850 dann zum Konteradmiral der weißen Flagge, sowie im Mai 1853 zum Konteradmiral der roten Flagge. Im Oktober 1855 wurde er schließlich Vizeadmiral der blauen Flagge.
Beim Tod seines Vaters im Oktober 1832 erbte er dessen Adelstitel eines Baronet, of Tendring Hall in the County of Suffolk. Seit 1824 war er mit Charlotte Moseley verheiratet. Da die Ehe kinderlos blieb, erbte sein Bruder Robert Charles Rowley seinen Titel und wurde 4. Baronet.